# Jonesboro (Arkansas)
Jonesboro é uma cidade localizada no estado americano do Arkansas, no Condado de Craighead.

## Geografia
De acordo com o United States Census Bureau, a cidade tem uma área de 208,3 km², dos quais 206,9 km² estão cobertos por terra e 1,5 km² por água.

### Localidades na vizinhança
O diagrama seguinte representa as localidades num raio de 24 km ao redor de Jonesboro.

## Demografia
Segundo o censo nacional de 2010, a sua população é de 67 263 habitantes e sua densidade populacional é de 325,16 hab/km². É á quinta cidade mais populosa do Arkansas. A cidade possui 28 321 residências, que resulta em uma densidade de 136,91 residências/km².